# 圣米歇尔德略夫雷
圣米歇尔德略夫雷（法語：Saint-Michel-de-Rieufret，法語發音：[sɛ̃ miʃɛl də ʁjøfʁɛ]）是法国吉伦特省的一个市镇，属于朗贡区。

## 地理
圣米歇尔德略夫雷（44°37'18"N, 0°25'55"W）面积18.94 平方千米，位于法国新阿基坦大区吉倫特省，该省份为法国西南部沿海省份，是法國本土面积最大的省，北起滨海夏朗德省，西临大西洋，南至朗德省，东南接洛特-加龍省，东临多爾多涅省。
与圣米歇尔德略夫雷接壤的市镇（或旧市镇、城区）包括：波尔泰茨、朗迪拉斯、阿尔巴纳茨、伊拉茨、圣莫里永、圣塞尔沃、维尔拉德。

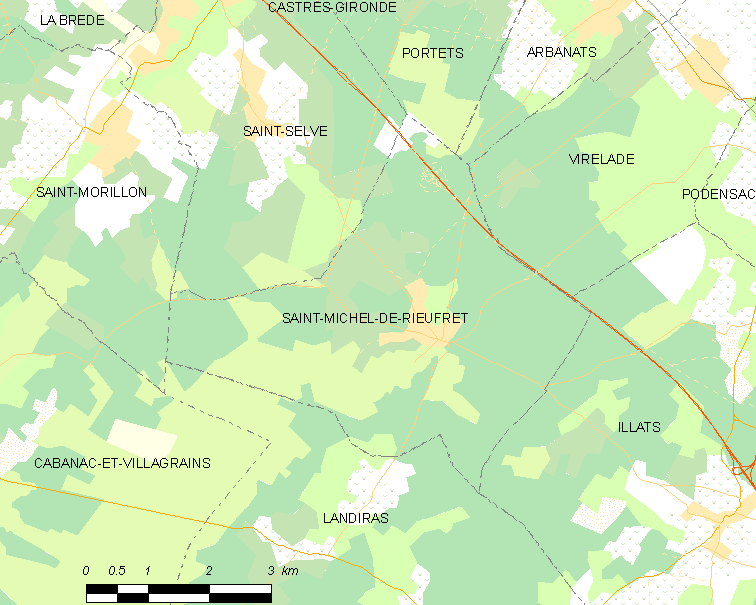
圣米歇尔德略夫雷的OSM定位图

圣米歇尔德略夫雷的时区为UTC+01:00、UTC+02:00（夏令时）。

## 行政
圣米歇尔德略夫雷的邮政编码为33720，INSEE市镇编码为33452。

## 政治
圣米歇尔德略夫雷所属的省级选区为砂砾荒原县。

## 人口

1962-2008年间圣米歇尔德略夫雷人口变化图示

圣米歇尔德略夫雷于2022年1月1日时的人口数量为879人。